# ぎふ葵劇場
ぎふ葵劇場（ぎふあおいげきじょう）は、岐阜県岐阜市日ノ出町2-20 CINEXビル7階にある大衆演劇場。

## 歴史
芝居小屋時代

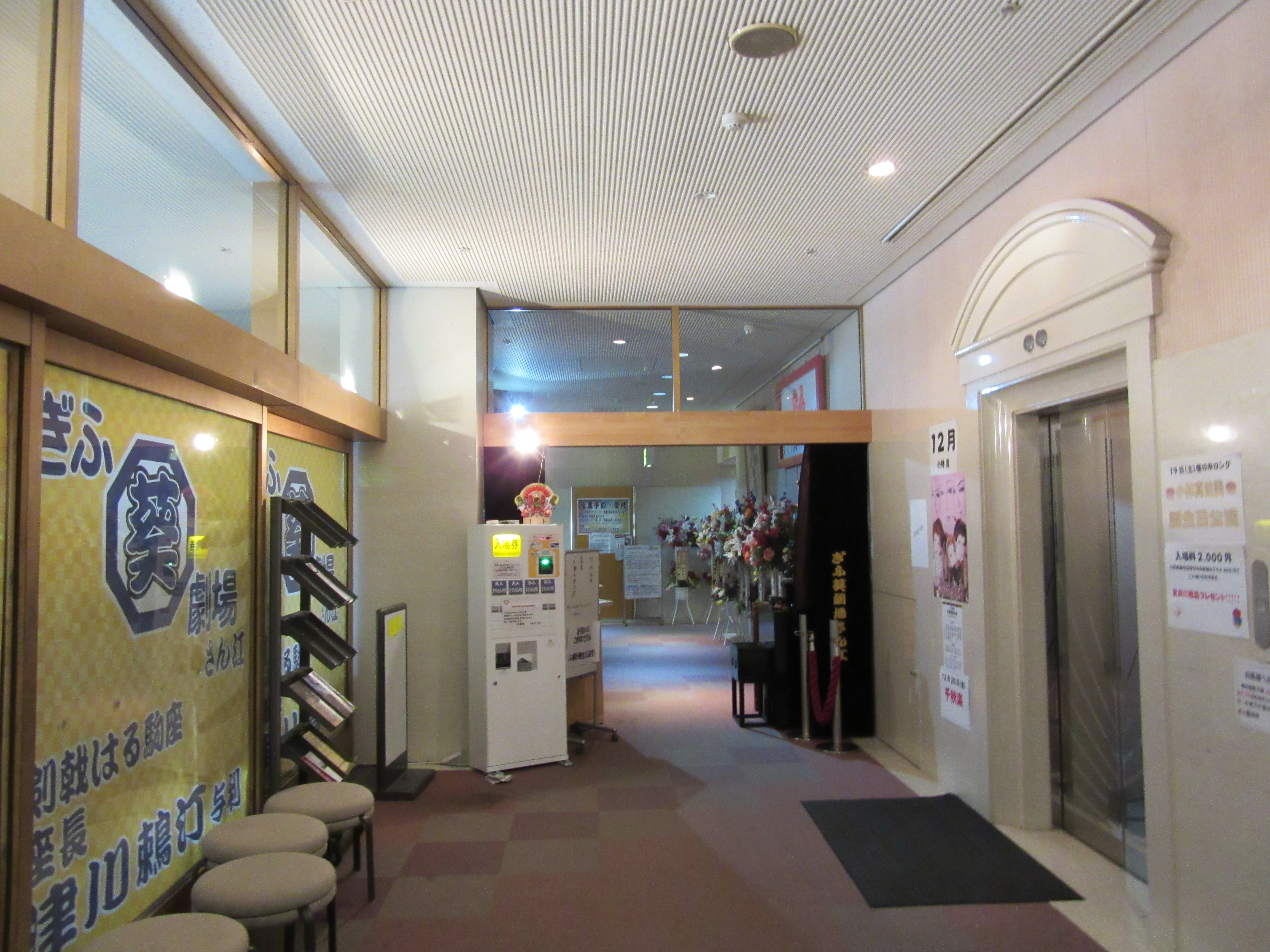
2007年から2020年までのぎふ葵劇場

- 1906年（明治39年） - 浪曲専門の芝居小屋である豊富座として開館。岐阜県初の芝居小屋とされることがある。

映画館時代
- 1945年（昭和20年）頃 - 映画館に転換[1][2]。豊富館に改称。
- 1976年（昭和51年）6月19日 - 豊富東映劇場に改称[3]。岐阜市唯一の東映封切館となる[3]。
- 2002年（平成14年）9月13日 - 豊富東映劇場が閉館[2]。

大衆演劇場時代
- 2007年（平成19年）6月 - 大衆演劇場としての営業再開が決定。
- 2007年（平成19年）12月8日 - 豊富東映劇場跡地を用いて大衆演劇場の豊富座が開館[4]。
- 2011年（平成23年）6月30日 - 豊富座が閉館[5]。
- 2011年（平成23年）7月2日 - ドン・キホーテ柳ヶ瀬店に移転し、ぎふ葵劇場に改称して開館[5]。開館記念式典には細江茂光岐阜市長や衆議院議員が出席[6]。開館記念公演には早乙女太一などが出演[6]。
- 2020年（令和2年）12月 - 同年10月のドン・キホーテ柳ヶ瀬店の閉店に伴い当劇場も閉館。
- 2021年（令和3年）8月1日 - CINEXビル7階に移転オープン。

## 立地
- 2007年12月8日～2011年6月30日
  - 岐阜県岐阜市柳ケ瀬通1-2。191席を有していた。

- 2011年7月2日～2020年12月
  - 岐阜県岐阜市徹明通1-15 ドン・キホーテ柳ヶ瀬店8階。300席を有しており、大衆演劇の常設劇場としては全国屈指の規模とされた[6]。JR東海道本線・高山本線岐阜駅または名鉄名古屋本線・各務原線名鉄岐阜駅から岐阜バスで「徹明町」下車後徒歩1分。

- 2021年8月1日
  - 岐阜県岐阜市日ノ出町2-20 CINEXビル7階。172席を有している。

## 公演
- 公演時間
  - 12時30分開場の回
  - 17時30分開場の回
- 定員
  - 172人